# Melozone aberti
Melozone aberti là một loài chim trong họ Emberizidae.

## External links
- Audubon: Abert's towhee
- Thư viện ảnh về Abert's towhee tại VIREO (Đại học Drexel)
- “Abert's towhee media”. Internet Bird Collection.
- Bản đồ phạm vi tương tác của Pipilo aberti tại Bản đồ sách đỏ của IUCN